# Orodreth
I J.R.R. Tolkiens berättelser om Midgård var Orodreth en alv under den Första Åldern, son till Angrod och brorson till Finrod Felagund och herre över Nargothrond.
Hans namn på quenya var Artaresto. Orodreth föddes i Valinor som son till Angrod och Eldalôtë, en noldoransk dam vars namn på sindarin blev Edhellos. Tillsammans med Turgons dotter Idril och Curufins son, Celebrimbor var han en av de tre medlemmarna av noldors kungliga familj i den tredje generationen som gick i exil. När han och hans fader höll Dorthonion, sändes hans son, Gil-galad till Nargothrond, ett mycket säkrare ställe, tillsammans med hans gammelfarbror Finrod.
Orodreth bodde i tornet Minas Tirith på ön Tol Sirion i Sirions dal tills Sauron övertog ön och döpte om den till Tol-in-Gaurhoth. Orodreth flydde då söderut till Nargothrond. Utan Celegorm och Curufins hjälp hade Orodreth troligen dött eftersom de helt plötsligt anfallit Sauron med varenda soldat de kunde fick med sig.
När Beren kom till Nargothrond kom Finrod att följa med honom på hans uppdrag efter silmarillen. Dock var även Celegorm och Curufin, Fëanors söner, i Nargothrond och tvingade Findrod att lämna över sin krona. Orodreth tog den och regerade som regent men det var Fëanors söner som egentligen bestämde.
När nyheten om Finrods död kom bannlystes Fëanors söner från Nargothrond och Orodreth blev dess ledare. 
När Túrin Turambar ankom till Nargothrond blev hans dess ledare, alltmedan Orodreth fortfarande behöll sitt namn som herre över Nargothrond.
Orodreth fick två barn, Gil-galad och Finduilas. Han dog under slaget om Tumhalad då han kämpade mot Morgoths arméer och draken Glaurung.